# Antoine Gravoil
Antoine Gravoil, seigneur de Saint-Michel, fut maire de Nantes de 1584 à 1585.